# Susan Walke

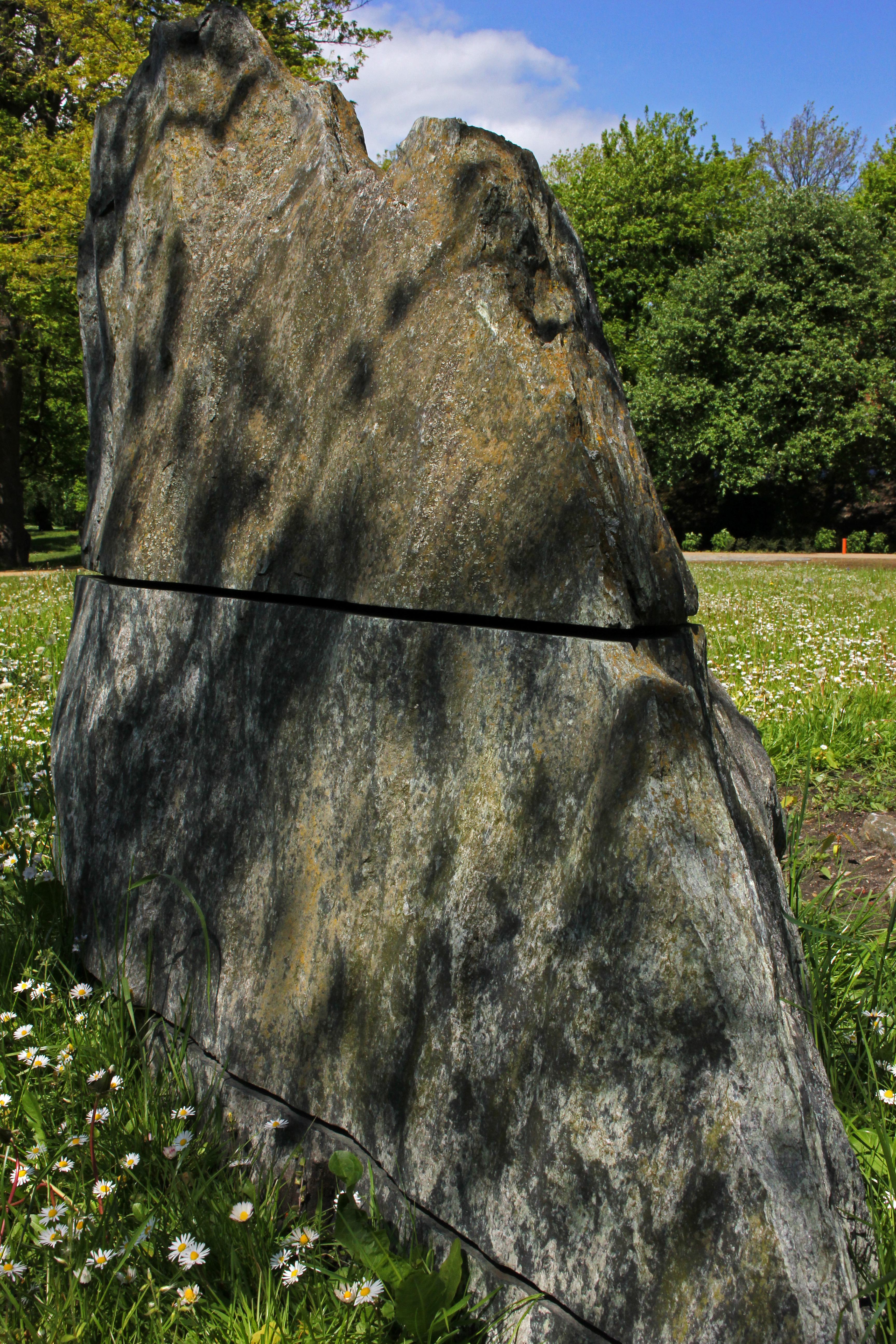
Bergteile (1988, Travertin aus Osttirol) von Susan Walke im Ratsdienergarten, Kiel

Susan Walke (* 1957 in Hamburg) ist eine deutsche Bildhauerin, Fotografin und Installationskünstlerin.

## Leben
Walke studierte Bildhauerei und Kunsterziehung an der Muthesius Kunsthochschule und der Christian-Albrechts-Universität zu Kiel. Sie arbeitet im konzeptuellen Objektbereich und hat an zahlreichen Landart-Symposien im In- und Ausland teilgenommen. Von 2005 bis 2007 lehrte sie im Fachbereich Fotografie an der Fachhochschule Kiel.

## Werke (Auswahl)
- 1989 Steinarbeit Helweg, Skulpturenpark Nortorf
- 1989 Steinarbeiten, Ratsdienergarten Kiel
- 1990 Bronzearbeit, Alter Botanischer Garten (Kiel)
- 1992 Kreis und Stab, Sportleistungszentrum, Kiel
- 1992 Steinarbeit, Kulturzentrum Drostei, Pinneberg
- 1995 Grundstein, Haus der Diakonie, Preetz
- 1996 Wandarbeit, Raum der Stille, Krankenhaus Preetz
- 2001 Treppentext-Installation, SEB Bank, Kiel
- 2002 Gedenkstätte, Rathaus Kronshagen,
- 2003 Spiegelobjekte, Alter Botanischer Garten, Kiel
- 2003 Klangobjekt, Strandpromenade Hohwacht
- 2003 Leuchtobjekte, Sporthalle Timmendorfer Strand

## Veröffentlichungen
- Susan Walke: Treppentexte, edition sommer, 2002
- Susan Walke: Wagemut, edition sommer, 2005